# ویندهاگ بای فرایشتات
ویندهاگ بای فرایشتات (به آلمانی: Windhaag bei Freistadt) یک منطقهٔ مسکونی در اتریش است که در ناحیه فرایشتات واقع شده‌است. ویندهاگ بای فرایشتات ۴۲٫۹ کیلومتر مربع مساحت دارد ۷۲۳ متر بالاتر از سطح دریا واقع شده‌است.